# Jean-Baptiste Gomont Diagou
Pour les articles homonymes, voir Gomont (homonymie) et Diagou.
Jean-Baptiste Gomont Diagou est un homme politique ivoirien. Il était membre du FPI et fut maire de la commune de Cocody jusqu'en 2011. 

## Biographie
Il a été élu aux élections municipales de 2001. En 2004, il baptise une des nombreuses rues de la commune de  Cocody au nom de Jean-Louis Coulibaly Kouassi, un jeune patriote tué lors d'une violente manifestation autour de l'Hôtel Ivoire à la suite des violences de novembre 2004. En janvier 2007, il s'implique activement pour la réouverture de la décharge d'Akouedo.
Il décède en exil au Ghana le 17 février 2012 d'une crise cardiaque.